# Тадеуш Василевски
Тадѐуш Лю̀двик Василѐвски (Вашилевски) (на полски: Tadeusz Ludwik Wasilewski) е полски историк медиевист, византолог и дипломат, професор във Варшавския университет, посланик на Полша в България (1991 – 1995). Съавтор на монументалния труд „История на южните и западните славяни“ (на полски: Historia Słowian południowych i zachodnich).

## Биография
Василевски завършва висшето си образование във Варшавския университет през 1955 г., а по-късно специализира византология при Острогорски в Белград (1960) и при Пол Льомерл в Париж (1965 – 1966).
От 1972 г. е доцент в Историческия факултет на Варшавския университет. Избран е за професор през 1977 г., но поради политически причини званието му е присъдено едва през 1982 г.
Много научни работи на Василевски се отнасят до българската история. Особено внимание заслужават книгите му „Византия и славяните през IX в.“ (1972) и „История на България“ (1970, 1988).
От 15 юли 1991 до края на 1995 г. изпълнява длъжността посланик на Република Полша в Република България.